# ساهاسپور
ساهاسپور (به انگلیسی: Sahaspur) یک منطقهٔ مسکونی در هند است که در بخش بیجنور واقع شده‌است. ساهاسپور ۲۴٬۴۶۳ نفر جمعیت دارد و ۱۹۹ متر بالاتر از سطح دریا واقع شده‌است.